# Аїдомаджоре
Аїдомаджоре (італ. Aidomaggiore, сард. Bidumajore) — муніципалітет в Італії, у регіоні Сардинія,  провінція Ористано.
Аїдомаджоре розташоване на відстані близько 360 км на південний захід від Рима, 110 км на північ від Кальярі, 38 км на північний схід від Ористано.
Населення — 460 осіб (2014).

## Демографія
Населення за роками:

Станом на 1 січня 2023 року в муніципалітеті офіційно проживало 20 іноземців з 3 країн, серед них 11 громадян країн Євросоюзу.

## Сусідні муніципалітети
- Бороре
- Дуалькі
- Гіларца
- Норбелло
- Седіло
- Содді